# Tobias Storm
Tobias Storm (* 4. Juli 2004) ist ein dänischer Fußballspieler. Er spielt bei Lyngby BK und ist dänischer Nachwuchsnationalspieler.

## Karriere im Verein
Tobias Storm kommt aus der Jugendabteilung von Lyngby BK und gab am 1. September 2021 im Alter von 17 Jahren beim 5:1-Sieg im dänischen Pokal bei Tårnby FF sein Pflichtspieldebüt für die erste Mannschaft. Er erhielt im August 2022 einen Profivertrag mit einer Laufzeit bis 2026. Zuvor war Lyngby BK in die Superligaen aufgestiegen, wobei Storm kein einziges Zweitligaspiel absolviert hatte.

## Nationalmannschaft
Tobias Storm ist auch Nachwuchsnationalspieler Dänemarks und gab am 28. März 2022 beim 3:3-Unentschieden im spanischen Marbella in einem Testspiel gegen England sein Debüt für die U18 der Skandinavier. Er kam bis Juni 2022 auf insgesamt drei Einsätze. Gegenwärtig ist Storm U19-Nationalspieler der Dänen.